# انکار نسل‌کشی
انکار نسل‌کشی تلاشی است برای دست کم گرفتن اظهارات مبنی بر مقیاس و شدت رویدادی از یک نسل‌کشی. این انکار نسل‌کشی را معمولاً شکلی از تجدید نظر طلبی تاریخی در نظر می‌گیرند. فرق بین مورخان قابل احترام آکادمیک و آنان که تجدید نظر طلبان ناموجه هستند در تکنیک‌هایی است که در نوشتن چنین تاریخ‌هایی استفاده می‌شود. دقت و بررسی مجدد در قلب پژوهش تاریخی جای دارند. مانند هر رشته آکادمیک دیگری، مقالات تاریخ دانان به داوری همتا ارائه می‌شود. تجدید نظر طلبان ناموجه به جای در معرض چالش‌های داوری همتا قرار دادن کارهایشان، تاریخ را بازنویسی می‌کنند تا برای رسیدن به نتیجه‌شان با استفاده از هر تعدادی از ترفندها و مغالطه‌های لفاظانه، کلیشه‌ای را پشتیبانی کنند که اغلب سیاسی است.

## انکارهای درخور توجه نسل‌کشی توسط دولت‌ها
- دولت جمهوری ترکیه مدت‌های مدیدی است که انکار کرده‌است که نسل‌کشی ارمنی‌ها یک نسل‌کشی بوده.
- دولت پاکستان همچنان به انکار نسل‌کشی ۱۹۷۱ بنگلادش که تحت حکم رانی پاکستان در بنگلادش در طول جنگ آزادی‌بخش بنگلادش در ۱۹۷۱ اتفاق افتاد ادامه می‌دهد.
- در ایران، سید علی خامنه‌ای، رهبر ایران، هولوکاست را یک افسانه می‌خواند.

## صدمات انکار
قربانیان:
- این کار به تخریب گروه‌های قربانی هم از لحاظ فرهنگی و هم از لحاظ روانی ادامه می‌دهد.
- به آنان در یادبود قتل عزیزانشان راه نمی‌دهد.
- به آنان برای التیام در همه سطوح شانسی نمی‌دهد.

ارتکاب‌گران:
- آن کسانی که در ارتکاب دست داشتند می‌توانند از زیر جرم نسل‌کشی قسر در بروند.

## نوشتجات
- پک لورن. "The Law of Holocaust Denial in Europe: Towards a (qualified) EU-wide Criminal Prohibition"
- The Jean Monnet Working Papers